# Sacré-Cœur (Basel)

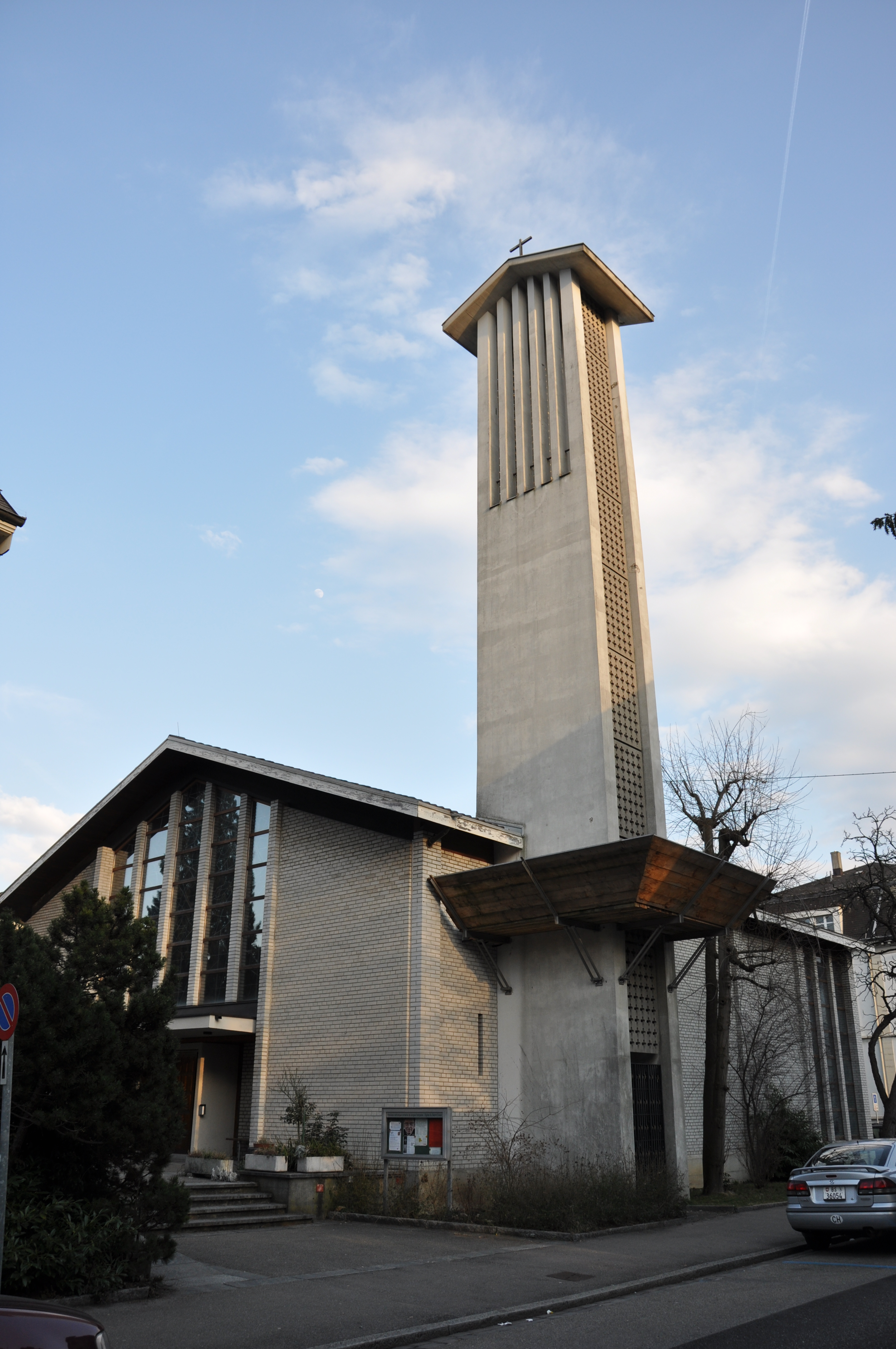
Kirche Sacré-Coeur Basel

Die Kirche Sacré-Cœur ist ein römisch-katholisches Kirchengebäude im Basler Quartier Am Ring (Feierabendstrasse 68). Sie wurde 1956 von den Basler Architekten Guerino Belussi und Raymond Tschudin für die Französisch sprechenden Katholiken erbaut. 
Die Glasbilder schuf 1986 der Freiburger Maler Yoki. 
Der grosse, kreuzlose Bronze-Christus von Georges Schneider aus dem Erbauungsjahr der Kirche ist stark abweichend von der traditionellen Ikonografie ausgeführt, was anfänglich einige Gläubige zu Protesten veranlasste. 
Die Orgel ist ein Werk der Firma Armagni & Mingot aus dem Jahr 1967 mit 13 Registern.
Nachdem festgestellt wurde, dass der Kirchturm stark sanierungsbedürftig ist und einzelne Betonstücke herab zu fallen drohten, wurde ein Holzkragen zum Schutz der Passanten vor herabfallenden Teilen um den Turm gelegt. Die Pfarreiversammlung beschloss dann den Abriss des Turmes, da der Rückbau nur etwa halb so teuer wie eine notwendige Sanierung eingeschätzt wurde. Da im Turm nie Glocken hingen und die Kirche auch nicht unter Denkmalschutz steht, stand dem Vorhaben nichts ernsthaft im Wege. Im Frühjahr 2022 wurde der Rückbau schließlich vollzogen.